# Ramsey Association Football Club
Il  Ramsey Association Football Club  è una società calcistica di Ramsey, Isola di Man. Milita nella Premier League, la massima divisione del campionato nazionale.

## Storia
Fondato nel 1885, è la squadra più vecchia ed una delle più titolate dell'isola. Ha vinto il campionato nazionale 11 volte e la Manx Fa Cup 18 volte.
Il primo trofeo conquistato dal club è stata la vittoria condivisa della Manx Fa Cup nel 1891-92 con il Peel A.F.C.. Riuscirono a vincere le due edizioni successive. Tra le stagioni 1898-99/ 1901-02 vinsero quattro campionati nazionali consecutivi. L'ultima vittoria del campionato nazionale risale alla stagione 1952-1953.

## Palmarès

### Campionato
- First Division One (11): 1898-99, 1899-00, 1900-01, 1901-02, 1907-08, 1910-11, 1911-12, 1912-13, 1920-21, 1926-27, 1951-52
- Second Division (1): 2002-03

### Coppe
- Manx FA Cup (18): 1891-92, 1892-93, 1893-94, 1895-96, 1899-00, 1900-01, 1904-05, 1906-07, 1907-08 1919-20, 1920-21, 1921-22, 1930-31, 1951-52, 1978-79, 1979-80, 1980-81, 2003-04
- Woods Cup (2): 1991-92, 2002-03
- Paul Henry Gold Cup: 1991-92, 2002-03